# Mikael Stanne
Bengt Mikael Stanne(Gotemburgo, 20 de maio de 1974) é o vocalista e um dos letristas (também anteriormente guitarrista rítmico) da banda sueca de death metal melódico, Dark Tranquility. Ele também é ex-vocalista da banda sueca de power metal HammerFall e da banda In Flames (apesar de nunca ter tido o estatuto oficial). Mikael foi um dos pioneiros na criação do gênero death metal melódico.

## Biografia

### Dark Tranquillity
Mikael Stanne e Niklas Sundin formaram o Dark Tranquility porque estavam entediados, juntamente com o interesse no metal por suas influências. Ele tocou guitarra e backing vocais "limpos" no primeiro álbum do banda, Skydancer, bem como em suas primeiras demos, incluindo Enfeebled Earth, lançado sob o nome de Septic Broiler. Em 1994, Anders Fridén, vocalista original do Dark Tranquillity, deixou a banda para se juntar ao In Flames. Stanne se tornou o novo vocalista e parou de tocar guitarra.
Além de seus habituais vocais guturais, o álbum de Dark Tranquillity, em 1999, Projector mostrou suas habilidades de canto "limpo" na ópera. Após o Projector, no entanto, o estilo limpo foi abandonado até o lançamento de Fiction em 2007.

### Outros projetos
Stanne foi o vocalista original da banda HammerFall de 1993 a 1996, no qual foi depois substituído por não conseguir se apresentar no HammerFall devido ao seu compromisso com o Dark Tranquility. Stanne também foi quem cantou no álbum de estreia da banda In Flames, Lunar Strain, de 1994.

## Discografia

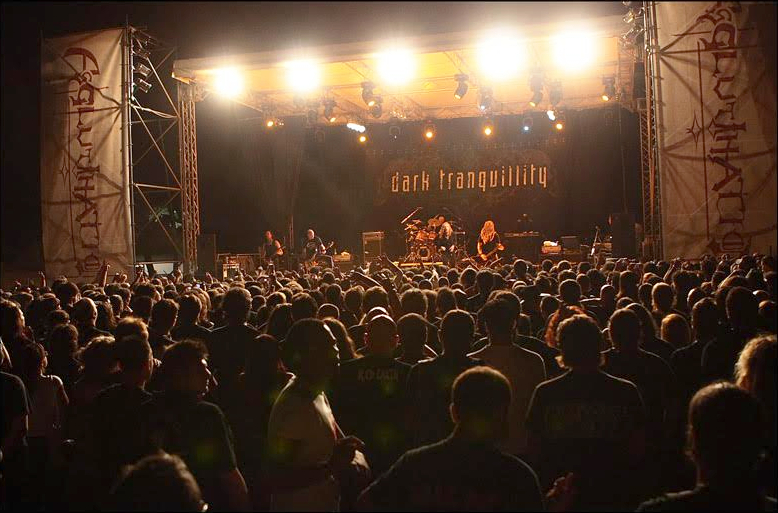
A banda Dark Tranquillity se apresentando na Itália em 2008.

Dark Tranquillity
- Skydancer (1993)
- The Gallery (1995)
- The Mind's I (1997)
- Projector (1999)
- Haven (2000)
- Damage Done (2002)
- Character (2005)
- Fiction (2007)
- We Are the Void (2010)
- Construct (2013)
- Atoma (2016)

com In Flames
- Lunar Strain (1994)